# مت آستین (هنرپیشه)
مت آستین (انگلیسی: Matt Austin؛ زادهٔ ۲۹ آوریل ۱۹۷۸) یک خواننده اهل کانادا است. وی از سال ۱۹۸۹ میلادی تاکنون مشغول فعالیت بوده‌است.